# منظمة العدالة للصحفيين
العدالة للصحفيين، هي منظمة غير حكومية تتمثل مهمتها في مكافحة الإفلات من العقاب على الهجمات ضد وسائل الإعلام. ومقرها لندن و يتمثل هدفها الرئيسي في حماية الصحفيين من إساءة استخدام حقهم في حرية التعبير ، وزيادة الوعي العام بشأن الاعتداءات على العاملين في مجال الإعلام ، وتزويد الصحفيين بالمعرفة والمهارات اللازمة لحماية أنفسهم من المخاطر المهنية.
تتعاون المؤسسة مع المنظمات غير الحكومية الدولية والصحفيين والمنظمات التعليمية والبحثية. ومن بين شركاء منظمة العدالة للصحفيين منظمة مراسلون بلا حدود ، ومركز السياسة الخارجية ، ومادة 19 وميثاق 97 وروري بيك ترست.

## الأنشطة
تتكون أنشطة المؤسسة من أربعة مجالات رئيسية ، كما هو مذكور في موقعها على الإنترنت.
- منح للتحقيق في جرائم العنف ضد الإعلاميين.
- خريطة مخاطر وسائل الإعلام: رصد وتحليل الهجمات على العاملين في مجال الإعلام في 12 دولة ما بعد الاتحاد السوفيتي (باستثناء دول البلطيق).
- أكاديمية أورخان دزيمال لسلامة الإعلام تدريب على السلامة باللغة الروسية للصحفيين المحترفين والصحفيين المواطنين والمدونين.
- رفع مستوى الوعي العام حول واقع العمل الإعلامي في جميع أنحاء العالم من خلال المواد المرئية والمطبوعة ، فضلاً عن المؤتمرات والموائد المستديرة والندوات.

## المنح الاستقصائية
في كل عام، تمنح مؤسسة العدالة للصحفيين منحًا للصحفيين المحترفين والمستقلين, فضلاً عن المنظمات غير الحكومية للتحقيق في جرائم العنف ضد الصحفيين والعاملين في مجال الإعلام. برنامج المنحة مفتوح للصحفيين من جميع أنحاء العالم.
في عام 2019 ، وبفضل الدعم المقدم من برنامج المنح التابع للمؤسسة ، نشرت مؤسسة كييف بوست الإعلامية مشروعًا خاصًا بعنوان "الموت من أجل الحقيقة" ، وهي سلسلة من المقالات الاستقصائية حول العنف ضد الصحفيين في أوكرانيا.
في عام 2019 ، دعمت المؤسسة تحقيقين في مقتل الصحفي الاستقصائي المالطي دافني كاروانا غاليزيا - كتاب القتل على متن قطار مالطا السريع: من قتل دافني كاروانا غاليزيا؟ بقلم مانويل ديليا وكارلو بونيني وجون سويني والتقرير المشترك الشامل بعنوان تأجيل العدالة: اغتيال دافني كاروانا غاليزيا وتدهور مناخ حرية الصحافة في مالطا من قبل مراسلون بلا حدود والمنفذ المالطي المستقل أخبار التحول. كتاب القتل على متن قطار مالطا السريع: من قتل دافني كاروانا غاليزيا؟ فاز بجائزة المجلس الوطني للكتاب عن الأدب الواقعي باللغتين المالطية والإنجليزية.
في أيلول / سبتمبر 2020 ، دعمت المؤسسة التحقيق في مقتل الصحفي بافيل شيريميت من قبل وسيلة الإعلام المستقلة زابورونا.
في عام 2020 ، ساهمت مؤسسة العدالة للصحفيين ببعض الأموال لاستكشاف كيفية استخدام "دعاوى قضائية إستراتيجية ضد المشاركة العامة" لوقف جهود التحقيق التي يبذلها العاملون في مجال الإعلام. أحد الحاصلين على المنحة ، وهو مركز السياسة الخارجية ، نشر تقريرين غير آمنين للتدقيق. كجزء من عمله في إطار مشروع Unsafe for Scrutiny نشر مركز السياسة الخارجية جنبًا إلى جنب مع 21 منظمة أخرى بما في ذلك مؤسسة العدالة للصحفيين ورقة سياسة مشتركة حول مكافحة التخويف القانوني و دعاوى قضائية إستراتيجية ضد المشاركة العامة في المملكة المتحدة. تحدد ورقة السياسة بإيجاز السمات المميزة المشتركة للترهيب القانوني والتخويف القانوني في المملكة المتحدة بالإضافة إلى خمسة مبادئ رئيسية للتخفيف من هذا التهديد بهدف تشكيلها نقطة انطلاق للمبادرات التشريعية والتنظيمية لمعالجة هذه المشكلة في المملكة المتحدة.
في عام 2020 ، دعمت المؤسسة التحقيق في مقتل صحفيين صوماليين نقلته وسائل إعلام مختلفة.
وبعد الإفراج عن التحقيق، قالت السلطات الفيدرالية الصومالية إنها ستفتح تحقيقًا كاملاً في المجرمين والمسؤولين المشتبه في ارتكابهم جرائم ضد الصحفيين بما في ذلك عشرات حالات قتل الصحفيين في الدولة الواقعة في القرن الأفريقي منذ عام 1992.
في عام 2020 ، دعمت المؤسسة مراقبة قضايا المحاكم التي تشمل وسائل الإعلام والصحفيين في أرمينيا والتي أجرتها لجنة حماية حرية التعبير. استُخدمت نتائج التقرير من قبل وزارة خارجية الولايات المتحدة في التقرير عن ممارسات حقوق الإنسان في أرمينيا.
في عام 2021 ، دعمت المؤسسة سلسلة من التحقيقات المكونة من أربعة أجزاء في مقتل ثلاثة صحفيين نيجيريين لم يُحل بعد كانوا في مهام بين عامي 2019 و 2020. وقد نظر الصحفي الاستقصائي النيجيري باتريك إيجو في جرائم القتل هذه ومن يقفون وراءها والدعوات المتزايدة لتحقيق العدالة من قبل عائلات الضحايا وجماعات حرية الصحافة.

## خريطة مخاطر وسائل الإعلام
مشروع خريطة مخاطر وسائل الإعلام هو عبارة عن مراقبة يومية وتصنيف للهجمات على الصحفيين والمدونين والعاملين في مجال الإعلام. وهي تراقب حاليًا الهجمات في 12 دولة ما بعد الاتحاد السوفيتي (باستثناء دول البلطيق). البيانات المتعلقة بالهجمات متاحة منذ عام 2017 حتى يومنا هذا باللغتين الروسية والإنجليزية.
نشرت المؤسسة تقارير عن اعتداءات على الصحفيين والمدونين والإعلاميين في أرمينيا وأذربيجان وبيلاروس وجورجيا وكازاخستان وقيرغيزستان ومولدوفا وروسيا وطاجيكستان وتركمانستان وأوزبكستان وأوكرانيا للفترة 2017-2020. تم الاستشهاد بهذه التقارير من قبل وسائل الإعلام المختلفة ، مثل نوفايا جازيتا و RTV ودويتشه فيله و ميدوزا.
في مايو 2019 ، أعدت مؤسسة العدالة للصحفيين مشروعًا مع مؤشر المنظمات غير الحكومية حول الرقابة لرصد الهجمات وانتهاكات حقوق وسائل الإعلام المتعلقة بوباء فايروس كورونا-19.
كجزء من مشروع خريطة المخاطر، تراقب مؤسسة العدالة للصحفيين بانتظام الاعتداءات على الصحفيين والمدونين في آسيا الوسطى.

## أكاديمية أورخان دزيمال لسلامة الإعلام
أطلقت المؤسسة مؤخرًا أكاديمية سلامة وسائل الإعلام على الإنترنت ، التي سميت على اسم الصحفي العسكري أورخان دزيمال ، الذي قُتل في جمهورية إفريقيا الوسطى في عام 2018. تقدم الأكاديمية دورات مجانية للصحفيين المحترفين والمواطنين الناطقين بالروسية والصحفيين المستقلين والمدونين. تضم الأكاديمية خمس وحدات أساسية طورها 14 خبيرًا من تسعة بلدان.

## بودكاست الحقيقة مع لانا إستيميروفا
في 15 يوليو / تموز 2020 ، بدأت المؤسسة العمل مع الصحفية لانا إستيميروفا ، ابنة الناشطة الشيشانية في مجال حقوق الإنسان ناتاليا إستيميروفا ، التي قُتلت في عام 2009. وتنتج لانا بودكاست أسبوعيًا بعنوان `` مشكلة مع الحقيقة '' ، حيث تجري مقابلات مع صحفيين مستقلين من جميع أنحاء العالم. يناقش التهديدات والمخاطر الخاصة بالعاملين في مجال الإعلام في مناطقهم.

## الفعاليات
تشارك مؤسسة العدالة للصحفيين بشكل مستمر في دورات لجنة حقوق الإنسان التابعة للأمم المتحدة. كما تم تضمين المعلومات المتعلقة بجورجيا في الملاحظات الختامية على التقرير الدوري الخامس عن جورجيا الصادر عن مكتب المفوض السامي لحقوق الإنسان في 27 يوليو / تموز.
في 31 يناير 2021 ، أصبحت مؤسسة العدالة للصحفيين شريكة لمنصة مجلس أوروبا  لتعزيز حماية الصحافة وسلامة الصحفيين. وقعت مديرة مؤسسة العدل للصحفيين، ماريا أوردزونيكيدزه ، اتفاقية الانضمام إلى المنبر مع الأمينة العامة لمجلس أوروبا ، ماريا بيجينوفيتش بوريتش.
في 18 مارس ، كلفت القناة الرابعة  بإنتاج فيلم وثائقي نازانين للمخرج والصحفي داريوس بازركان. يتيح الفيلم المدعوم بمنحة مؤسسة العدالة للصحفيين الوصول الحصري إلى واحدة من أكبر القصص الإخبارية الدولية ويتابع حياة ريتشارد زوج نازانين زاغاري راتكليف وعائلته أثناء حملته لإحضار زوجته نازانين إلى المنزل من الاحتجاز في إيران.
في 15 أبريل 2021 ، شاركت مديرة مؤسسة العدالة من أجل الصحفيين ماريا أوردزونيكيدزه في المؤتمر السنوي #غير مكشوف لبرنامج الصحافة الاستقصائية لأوروبا (IJ4EU). شاركت السيدة أوردزونيكيدزه في فريق دعاوى قضائية إستراتيجية ضد المشاركة العامة: A تهديد قانوني للصحافة العابرة للحدود إلى جانب Flutura Kusari (المستشار القانوني في المركز الأوروبي لحرية الصحافة والإعلام) ، وفيولا فون كرامون (عضو مجموعة العمل الإعلامية في البرلمان الأوروبي) و بير أجرمان (صحفي مستقل مقيم في ستوكهولم ، كاتب في Realtid.se).
في 2 نوفمبر 2021 ، بمناسبة اليوم العالمي لإنهاء الإفلات من العقاب على الجرائم المرتكبة ضد الصحفيين ، نظمت مؤسسة العدالة للصحفيين ومركز السياسة الخارجية ندوة عبر الإنترنت بعنوان "حرية الإعلام في مالطا. قتل وتضليل وترهيب قانوني ».
في الفترة من 22 إلى 23 نوفمبر 2021 ، نظمت مؤسسة العدالة للصحفيين ومركز السياسة الخارجية أول مؤتمر في المملكة المتحدة لمكافحة دعاوى قضائية إستراتيجية ضد المشاركة العامة. جمع هذا المؤتمر الذي استمر لمدة يومين أكثر من 40 خبيرًا من 20 دولة من جميع أنحاء العالم للتعمق في دعاوى قضائية إستراتيجية ضد المشاركة العامة وفحص تأثيرها على الصحفيين وحرية الإعلام والمجتمع الأوسع.

## روابط خارجية
الموقع الرسمي
سلامة الصحفيين - هانسارد - برلمان المملكة المتحدة
تراجع الحقوق - كازاخستان: مقدمة - كيار. مبادرة كازاخستان بشأن استرداد الأصول